# Rankovce (kommun)
Rankovce (makedonska: Ранковце) är en kommun i Nordmakedonien. Den ligger i den nordöstra delen av landet, 60 kilometer öster om huvudstaden Skopje. Antalet invånare är 4 144. Huvudort är Rankovce.